# Swetlana Germanowna Parchomenko
Swetlana Germanowna Parchomenko (russisch Светлана Германовна Пархо́менко, englische Schreibweise Svetlana Parkhomenko; * 8. Oktober 1962, als Swetlana Germanowna Tschernewa russisch Чернева) ist eine ehemalige russische Tennisspielerin.

## Karriere
Parchomenko gewann in ihrer Tennislaufbahn acht WTA-Turniere im Doppel, sieben davon an der Seite von Larisa Neiland (die damals noch Sawtschenko hieß). 1988 war sie im Damendoppel die Nummer 8 im Welttennis.
Zwischen 1981 und 1987 bestritt sie 28 Partien für das sowjetische Fed-Cup-Team und im Jahr 1993 auch drei für die russische Fed-Cup-Mannschaft; von den insgesamt 31 Partien konnte sie 22 für sich entscheiden.
Nach ihrem Scheitern in der Qualifikation (Einzel und Doppel) 1994 bei den Wimbledon Championships beendete Parchomenko ihre Profikarriere.

## Turniersiege

### Doppel
| Nr. | Datum              | Turnier         | Kategorie      | Belag             | Partnerin          | Finalgegnerinnen                  | Ergebnis      |
| --- | ------------------ | --------------- | -------------- | ----------------- | ------------------ | --------------------------------- | ------------- |
| 1.  | 7. April 1985      | Seabrook Island | WTA World Tour | Sand              | Larisa Sawtschenko | Elise Burgin Lori McNeil          | 6:1, 6:3      |
| 2.  | 15. September 1985 | Salt Lake City  | WTA World Tour | Hartplatz         | Larisa Sawtschenko | Rosalyn Fairbank Beverly Mould    | 7:5, 6:2      |
| 3.  | 9. November 1986   | Little Rock     | WTA World Tour | Teppich (Halle)   | Larisa Sawtschenko | Iva Budařová Beth Herr            | 6:2, 1:6, 6:1 |
| 4.  | 8. Februar 1987    | Wichita         | WTA World Tour | Teppich (Halle)   | Larisa Sawtschenko | Barbara Potter Wendy White        | 6:2, 6:4      |
| 5.  | 16. Februar 1987   | Oklahoma        | WTA World Tour | Hartplatz (Halle) | Larisa Sawtschenko | Lori McNeil Kim Sands             | 6:4, 6:4      |
| 6.  | 22. Februar 1987   | Boca Raton      | WTA World Tour | Hartplatz         | Larisa Sawtschenko | Chris Evert Pam Shriver           | 6:0, 3:6, 6:2 |
| 7.  | 20. Juni 1987      | Eastbourne      | WTA World Tour | Rasen             | Larisa Sawtschenko | Rosalyn Fairbank Elizabeth Smylie | 7:6, 4:6, 7:5 |
| 8.  | 6. März 1988       | Wichita         | WTA Tier       | Hartplatz (Halle) | Natallja Bykowa    | Jana Novotná Catherine Suire      | 6:3, 6:4      |